# Make Do and Mend
Make Do and Mend ist eine US-amerikanische Post-Hardcore-/Folk-Punk-Band, die 2006 in West Hartford in Connecticut gegründet wurde, heute jedoch in Boston in Massachusetts lebt.

## Geschichte
Make Do and Mend wurde 2006 in West Hartford gegründet, zog jedoch später nach Boston um. 2007 erschien ihre selbstvertriebene EP We're All Just Living. Darauf folgte die EP Bodies of Water. Beide Veröffentlichungen wurden später von Panic Records re-released. Anschließend tourte die Band unter anderem mit Set Your Goals, Comeback Kid und Title Fight.
Am 9. November 2010 erschien ihre erste LP End Measured Mile, die gute Kritiken erhielt. Jordan Dreyer, der Sänger der Band La Dispute, ist in dem Song Ghostal als Gastmusiker zu hören. Make Do and Mend unterschrieb später bei Paper + Plastick, um ihr Album als Vinyl herauszubringen. 2011 erschien eine Split-EP mit Touché Amoré.
2011 veröffentlichte das Label Holy Roar Records die komplette Diskografie der Band auf einer Doppel-CD. Diese enthält die beiden EPs und End Measured Mile. Im November 2011 erschien die Akustik-EP Part and Parcel, die neben drei neuen Versionen von Liedern ihrer LP ein Touché-Amoré-Cover sowie zwei neue Songs enthält.
2012 wechselte die Band zu Rise Records und nahmen im Februar ihre neue LP Everything You Ever Loved auf. Aufgenommen, gemixt und produziert wurde es von Matt Bayles (Mastodon, Minus the Bear, Botch) in Seattle, Washington. Das Album erschien im Juni 2012.

## Stil und Rezeption
Die Band spielt eine Mischung aus Post-Hardcore und Folk-Punk. Sie bildet zusammen mit den Bands Defeater, La Dispute, Touché Amoré und Pianos Become the Teeth die Bewegung The Wave, behauptete jedoch in Interviews, dass es sich dabei eher um einen Witz innerhalb dieser Bands als eine besondere Bewegung oder einen Subgenre des Hardcores handele.

## Diskografie

### Studioalben
- End Measured Mile (Paper + Plastick, Panic Records, 2010)
- Everything You Ever Loved (Rise Records, 2012)
- Don't Be Long (Rise Records, 2015)

### EPs
- We're All Just Living (Self released, Panic Records, 2007)
- Bodies of Water (Panic Records, 2009)
- Part and Parcel (Paper + Plastick, 2011)

### Splits
- Make Do And Mend/Touché Amoré Split (Panic Records, 2010) (Split-EP mit Touché Amoré)
- Make Do And Mend/The Flatliners Split (Rise Records, 2013)